# Tresnay
Tresnay est une commune française située dans le département de la Nièvre en région Bourgogne-Franche-Comté.

## Géographie
Tresnay est la commune la plus méridionale du département et se situe entre Moulins (Allier) et Nevers à la pointe sud-ouest de la Nièvre en bordure de l'Allier.

### Villages, hameaux, lieux-dits, écarts
- Alligny
- Bagneriaux
- Chavannes
- la Ronde
- les Chatillons
- les Griottiers
- les Rivats
- Saulnières

### Communes limitrophes
- Aubigny (à l'ouest)
- Chantenay-Saint-Imbert (au nord)
- Toury-sur-Jour (à l'est)
- Villeneuve-sur-Allier (au sud)

### Climat
Pour des articles plus généraux, voir Climat de la Bourgogne-Franche-Comté et Climat de la Nièvre.
En 2010, le climat de la commune est de type climat océanique dégradé des plaines du Centre et du Nord, selon une étude du Centre national de la recherche scientifique s'appuyant sur une série de données couvrant la période 1971-2000. En 2020, Météo-France publie une typologie des climats de la France métropolitaine dans laquelle la commune est exposée à un climat océanique altéré et est dans la région climatique  Centre et contreforts nord du Massif Central, caractérisée par un air sec en été et un bon ensoleillement. 
Pour la période 1971-2000, la température annuelle moyenne est de 11,3 °C, avec une amplitude thermique annuelle de 15,9 °C. Le cumul annuel moyen de précipitations est de 778 mm, avec 10,8 jours de précipitations en janvier et 7,5 jours en juillet. Pour la période 1991-2020, la température moyenne annuelle observée sur la station météorologique de Météo-France la plus proche, « Bourbon_sapc », sur la commune de Bourbon-l'Archambault à 16 km à vol d'oiseau, est de 11,9 °C et le cumul annuel moyen de précipitations est de 777,2 mm. 
La température maximale relevée sur cette station est de 40,4 °C, atteinte le 11 août 2003 ; la température minimale est de −12,9 °C, atteinte le 26 janvier 2007,,. 
Les paramètres climatiques de la commune ont été estimés pour le milieu du siècle (2041-2070) selon différents scénarios d'émission de gaz à effet de serre à partir des nouvelles projections climatiques de référence DRIAS-2020. Ils sont consultables sur un site dédié publié par Météo-France en novembre 2022.

## Urbanisme

### Typologie
Au 1er janvier 2024, Tresnay est catégorisée commune rurale à habitat très dispersé, selon la nouvelle grille communale de densité à sept niveaux définie par l'Insee en 2022.
Elle est située hors unité urbaine. Par ailleurs la commune fait partie de l'aire d'attraction de Moulins, dont elle est une commune de la couronne,. Cette aire, qui regroupe 64 communes, est catégorisée dans les aires de 50 000 à moins de 200 000 habitants,.

### Occupation des sols
L'occupation des sols de la commune, telle qu'elle ressort de la base de données européenne d’occupation biophysique des sols Corine Land Cover (CLC), est marquée par l'importance des territoires agricoles (91,1 % en 2018), une proportion identique à celle de 1990 (91,1 %). La répartition détaillée en 2018 est la suivante : prairies (59,3 %), terres arables (29,5 %), forêts (7,5 %), zones agricoles hétérogènes (2,3 %), eaux continentales (1,3 %). L'évolution de l’occupation des sols de la commune et de ses infrastructures peut être observée sur les différentes représentations cartographiques du territoire : la carte de Cassini (XVIIIe siècle), la carte d'état-major (1820-1866) et les cartes ou photos aériennes de l'IGN pour la période actuelle (1950 à aujourd'hui).

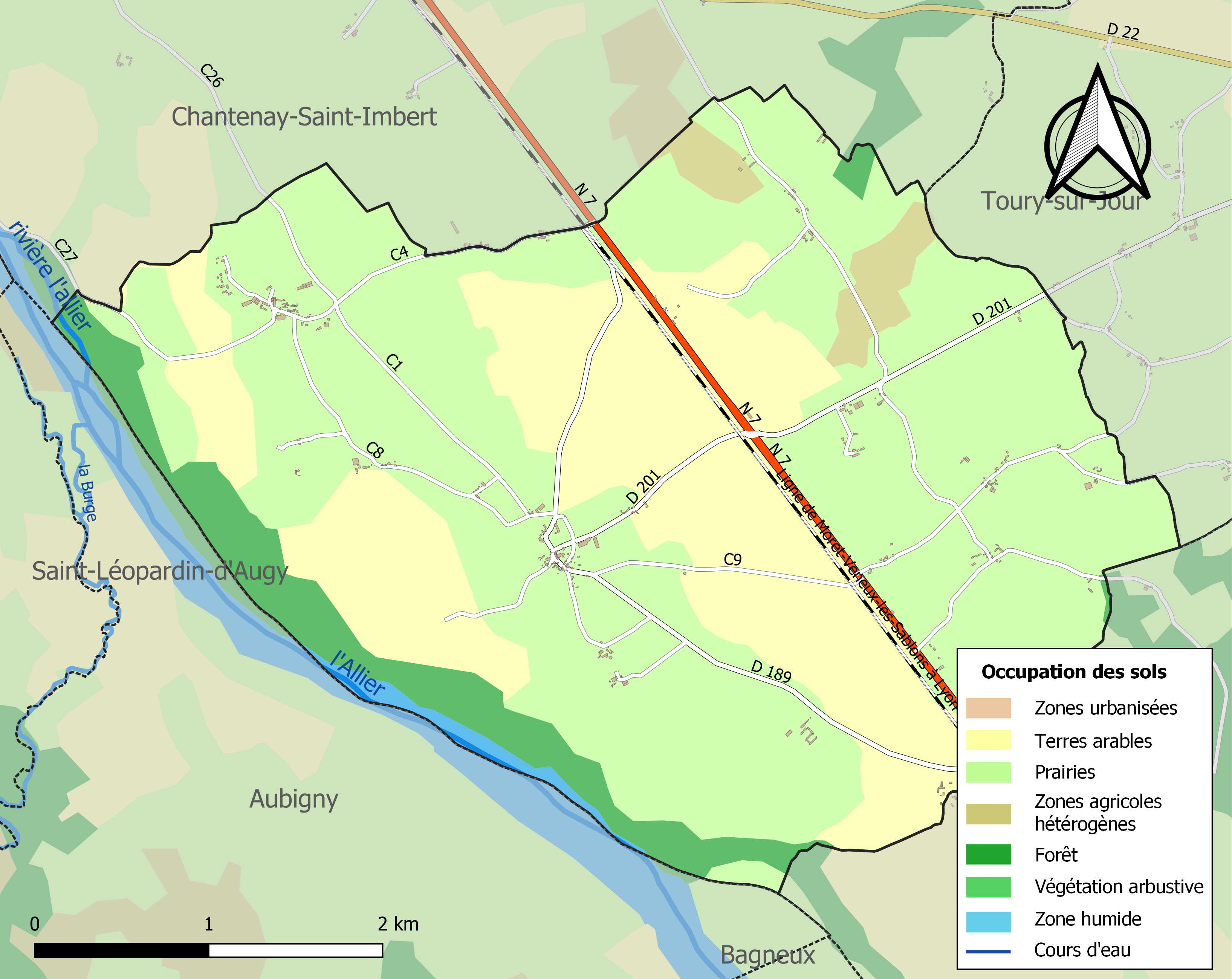
Carte des infrastructures et de l'occupation des sols de la commune en 2018 (CLC).

## Histoire
Trenaco ou Traines et Trenay, est une paroisse de l'ancien régime dont la cure en 1164, est au bénéfice de l'abbaye de Saint-Martin d'Autun, comme le confirme la bulle du pape Alexandre III, alors réfugié en France." Ecclesiam de Traines.  ".

### Héraldique
A NOTER : le blason de gauche n'est pas le blason officiel de Tresnay adopté en Conseil Municipal  du 22 novembre  1984. Le véritable blason est celui de droite qui se présente  ainsi "vivré d'argent sur champ de sinople, au chef : trois navettes d'argent (rappelant l'ancienne culture du chanvre  nécessaire aux drapiers existant dans la paroisse. Le vivré d'argent représente les caprices de la rivière Allier, dont l'importance est très grande à Tresnay; enfin en pointe un bœuf, de même métal, exprimant la vocation actuelle : l'élevage du Charolais.
On peut considérer le blason de gauche comme une aimable fantaisie !

| Armes de Tresnay | Les armes peuvent se blasonner ainsi : De sinople à la fasce vivrée, accompagnée, en chef, de trois fermaux rangés en fasce et, en pointe, d'un bœuf, le tout d'argent. Note : Blason adopté en novembre 1984. |  |

### Devise
« Trenaco semper » -« Tresnay toujours »

## Politique et administration
| Période                                  | Période   | Identité          | Étiquette | Qualité |
| ---------------------------------------- | --------- | ----------------- | --------- | ------- |
| mars 2014                                | En cours  | Christian Guillon |           |         |
| mars 2001                                | mars 2014 | Florence Leroy    |           |         |
|                                          | mars 2001 | Hubert Gozard     |           |         |
| Les données manquantes sont à compléter. |           |                   |           |         |

### Intercommunalité
Tresnay fait partie de la communauté de communes du Nivernais bourbonnais.

## Démographie
L'évolution du nombre d'habitants est connue à travers les recensements de la population effectués dans la commune depuis 1793. Pour les communes de moins de 10 000 habitants, une enquête de recensement portant sur toute la population est réalisée tous les cinq ans, les populations de référence des années intermédiaires étant quant à elles estimées par interpolation ou extrapolation. Pour la commune, le premier recensement exhaustif entrant dans le cadre du nouveau dispositif a été réalisé en 2006.

En 2022, la commune comptait 132 habitants, en évolution de −13,73 % par rapport à 2016 (Nièvre : −3,28 %, France hors Mayotte : +2,11 %).
| 1793 | 1800 | 1806 | 1821 | 1831 | 1836 | 1841 | 1846 | 1851 |
| ---- | ---- | ---- | ---- | ---- | ---- | ---- | ---- | ---- |
| 410  | 395  | 417  | 421  | 432  | 366  | 449  | 459  | 439  |

| 1856 | 1861 | 1866 | 1872 | 1876 | 1881 | 1886 | 1891 | 1896 |
| ---- | ---- | ---- | ---- | ---- | ---- | ---- | ---- | ---- |
| 513  | 545  | 592  | 592  | 595  | 574  | 570  | 568  | 544  |

| 1901 | 1906 | 1911 | 1921 | 1926 | 1931 | 1936 | 1946 | 1954 |
| ---- | ---- | ---- | ---- | ---- | ---- | ---- | ---- | ---- |
| 550  | 567  | 528  | 444  | 397  | 361  | 358  | 347  | 332  |

| 1962 | 1968 | 1975 | 1982 | 1990 | 1999 | 2006 | 2011 | 2016 |
| ---- | ---- | ---- | ---- | ---- | ---- | ---- | ---- | ---- |
| 277  | 254  | 230  | 199  | 178  | 167  | 168  | 188  | 153  |

| 2021 | 2022 | - | - | - | - | - | - | - |
| ---- | ---- | - | - | - | - | - | - | - |
| 134  | 132  | - | - | - | - | - | - | - |

## Culture

### Patrimoine religieux
- Église Saint-Rémy, de style roman (XIIe siècle) inscrite monument historique en 2010[18], récemment restaurée. Charpente en carène de bateau sur la nef ; chapiteaux et modillons romans, retable du XVIIe siècle. Elle possède une statue en bois polychrome, de la  Vierge à l'Enfant, datée du XIVe siècle, qui mériterait d'être classée[19]. Ouverte les jeudis de 14 h à 17 h[20].

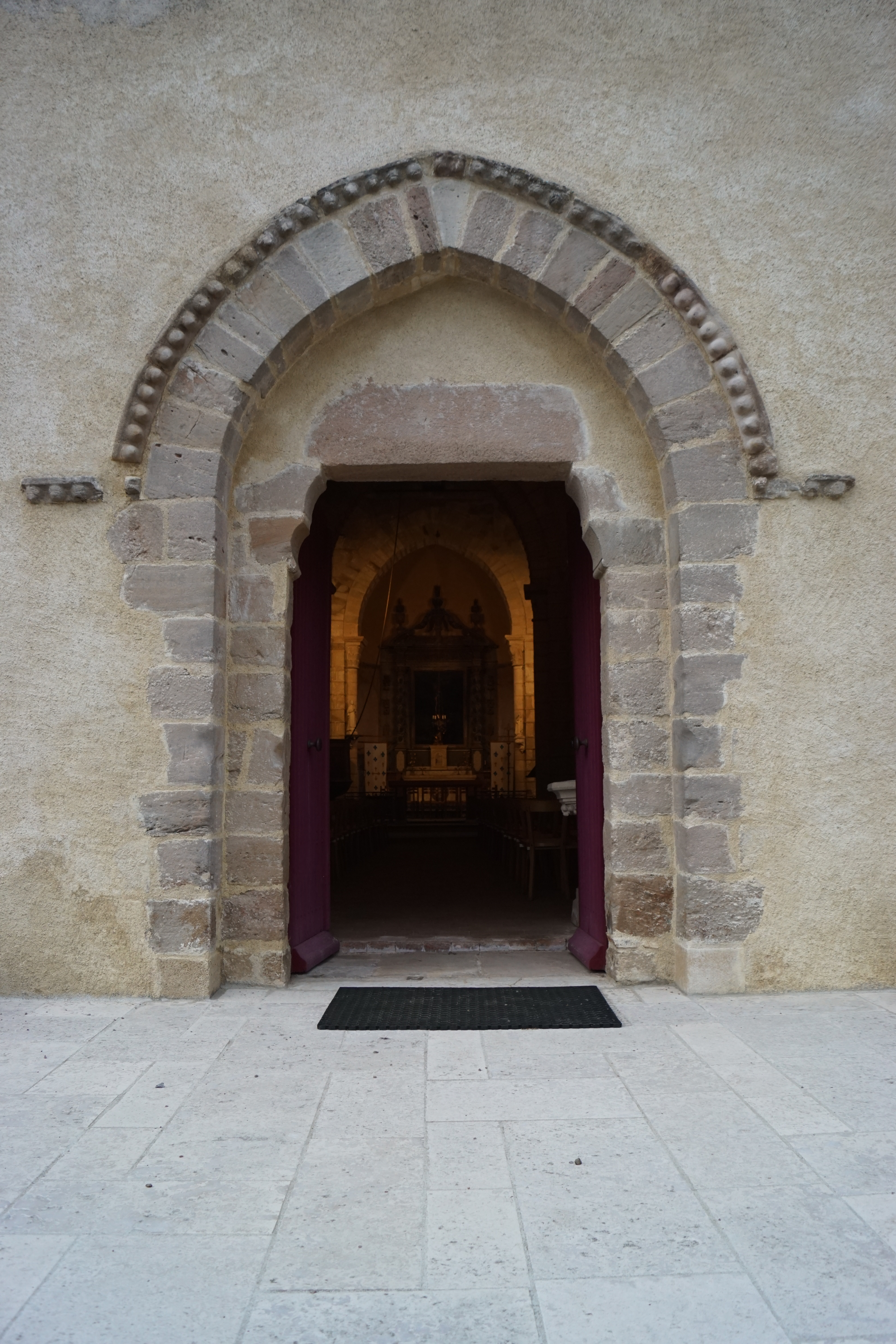
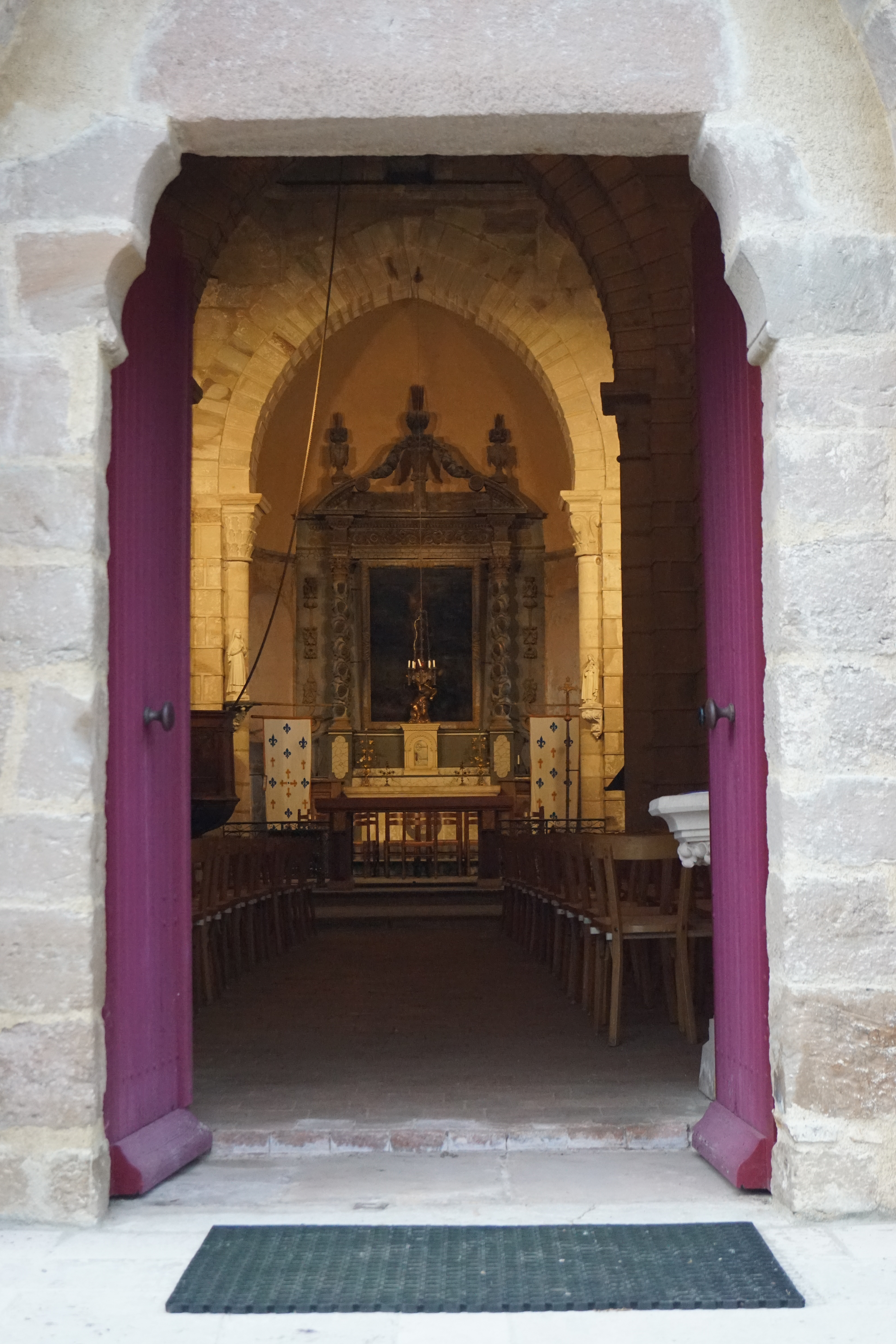
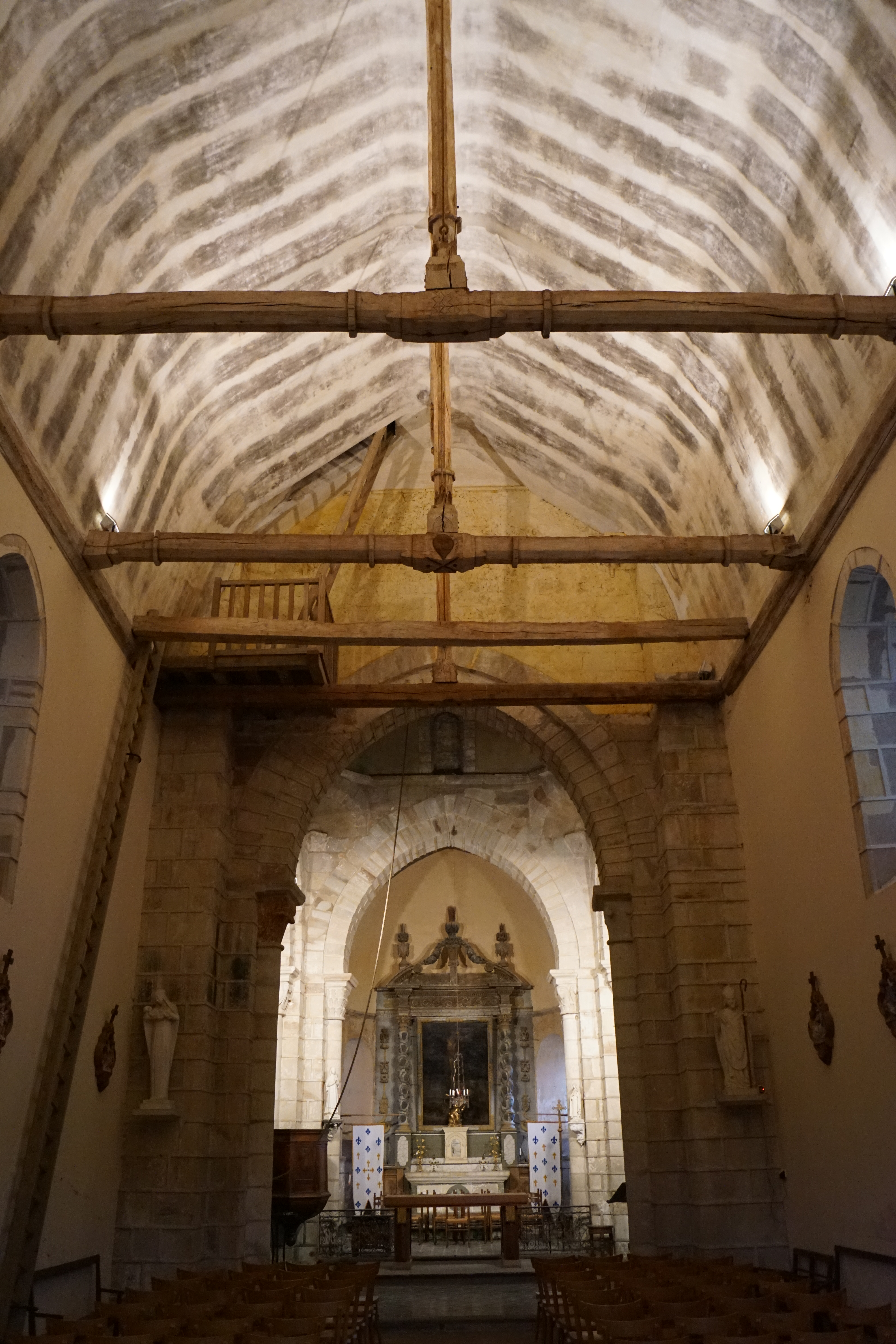
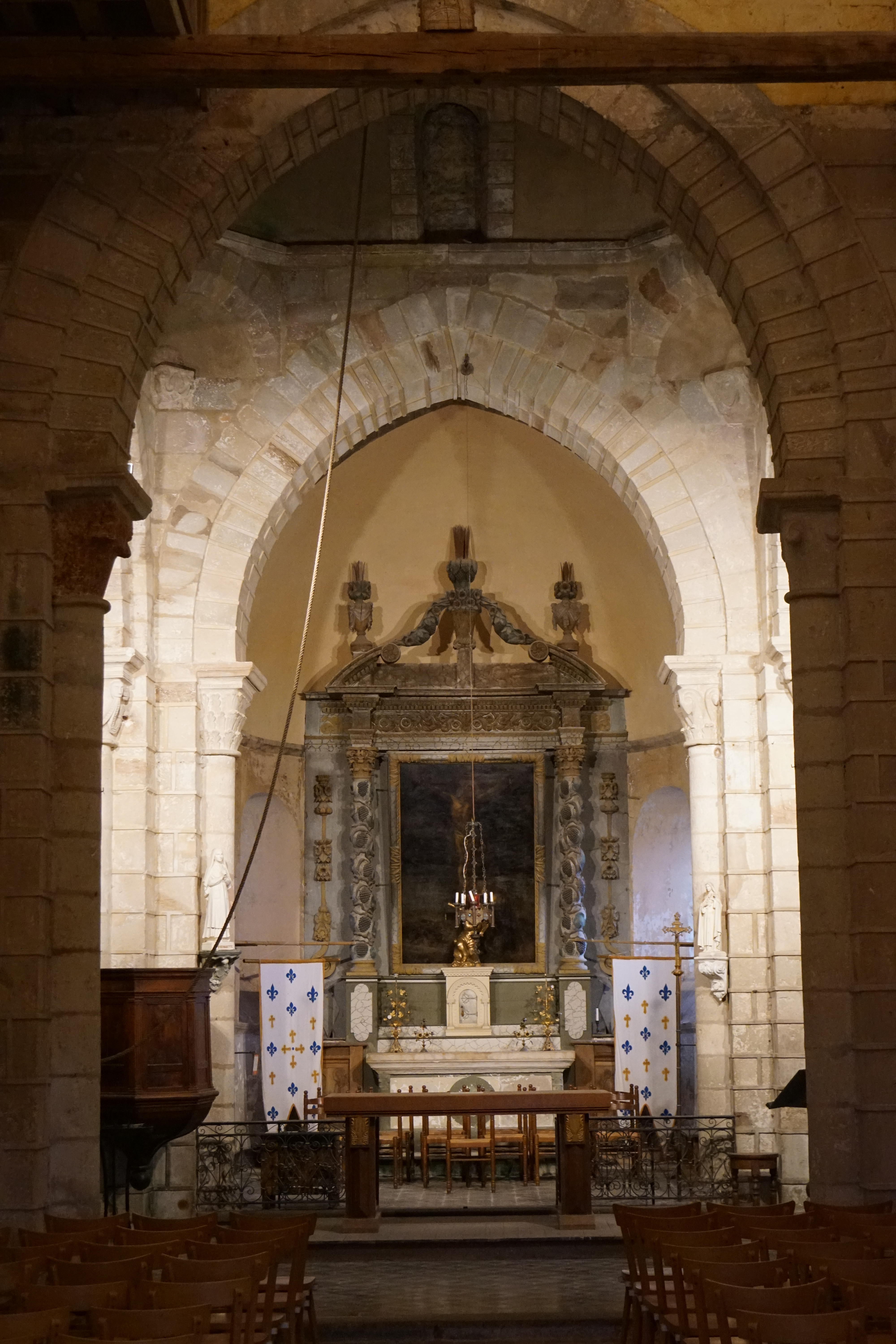

- Fanum, redécouvert en 1982 et identification des fossés et de la palissade en 1983. Au bord d'un ruisseau et d'une voie de communication entre pays éduens et bituriges.

### Patrimoine civil
- Motte féodale.

## Personnalités liées à la commune
- Les seigneurs Guyot (Guiot) de Garembe[21]
- Benoît Maréchal a passé son enfance à Tresnay